# Satyre Ménippée : de la Vertu du Catholicon d'Espaigne et de la tenuë des estats de Paris
La Satyre Ménippée : de la Vertu du Catholicon d'Espaigne et de la tenuë des estats de Paris (titre complet) ou Satire Ménippée (orthographe modernisée) est une œuvre satirique collective mêlant prose et vers français.
Cette œuvre politico-satirique, qui a pour sujet la tenue, pendant les guerres de Religion, des États généraux convoqués à Paris le 26 janvier 1593 par le duc de Mayenne, chef de la Ligue catholique hostile à Henri IV, dans le but d’élire à sa place un roi catholique, a impitoyablement parodié la Ligue catholique et les prétentions espagnoles, tout en défendant l’idée d’une France certes catholique mais surtout indépendante. Circulant d'abord sous le manteau en 1593, elle a été imprimée en 1594 par Jamet Mettayer.

## Forme littéraire
La Satire Ménippée emprunte son titre à une œuvre elle-même en vers et en prose de l'érudit Juste Lipse, inspiré par Varron, auteur de Saturæ Menippeæ dont il ne subsistait à la Renaissance que quelques fragments, fort appréciés des érudits et connus de bien des fonctionnaires de chancellerie, formés aux belles-lettres de l'Antiquité. Ménippe était le nom d'un cynique célèbre pour ses railleries.

## Contexte politique
Tandis que Henri de Navarre, le futur Henri IV, cherchait par la force des armes à reconquérir le royaume, les Espagnols proposaient d’abolir la loi salique et de déclarer l’infante d’Espagne reine de France. Certains des ligueurs, refusant une princesse étrangère sur le trône, préparaient le ralliement de la capitale à Henri IV.
La légende veut qu'une réunion de bons citoyens, « demeurés français en politique et gallicans en religion », aient prêté le secours de leur plume à Henri de Navarre, par une œuvre mi-sérieuse, mi-plaisante, afin d’aider à faire revenir dans la voie de la vérité et du bon sens les esprits égarés.
C’est ainsi que serait née l’idée de la Satire Ménippée, lors d’une réunion au quai des Orfèvres, dans la maison de Guillot, chanoine de la Sainte-Chapelle, de quelques hommes d’esprit, réunis pour défendre dans une œuvre commune, les vrais intérêts de la France, qui voulait rester catholique et indépendante.

## Auteurs
L’idée principale de la Satire Ménippée appartient à Pierre le Roy, chanoine de Rouen et aumônier du cardinal de Bourbon. Les sieurs Nicolas Rapin, les poètes Jean Passerat et Gilles Durant, Florent Chrestien en rédigèrent chacun une partie ; Pierre Pithou, jurisconsulte, revit l’ensemble et amena l’œuvre à son point de perfection.

## Citation
Un passage remarquable de cet ouvrage collectif est la description de la procession conduite par le recteur Rose et destinée à passer en revue toutes les forces de la Ligue, les harangues du duc de Mayenne, du légat du pape, du cardinal de Pelvé, et celle d’Aubray, député du tiers état, dans laquelle Pierre Pithou peint les malheurs du peuple français, lui reproche son aveuglement et le rappelle à l’alliance du peuple et de la monarchie nationale qui seule à cette époque pouvait être le salut de la France :

« O Paris, s’écrie-t-il, qui n’est plus Paris mais une spélunque de bestes farouches, une citadelle d’Espagnols, Wallons et Néapolitains, un asyle et seure retraicte de voleurs, meurtriers et assassinateurs. Ne veux-tu jamais te ressentir de ta dignité et te souvenir que tu as esté, au prix de ce que tu es? Ne veux-tu jamais te guarir  de ceste frenesie qui, pour un légitime et gracieux roy, t’a engendré cinquante roytelets et cinquante tyrans? Te voilà aux fers, te voilà en l’inquisition d’Espagne, plus intolérable mille fois et plus dure à supporter aux esprits nez libres et francs, comme sont les Français, que les plus cruelles morts, dont les Espagnols se sauroyent adviser. »

## Réception
Pour le critique Mikhaïl Bakhtine, la Satyre Ménippée est « l’une des plus grandes satires politiques de la littérature mondiale . » Georges Bernanos y fait référence dans sa Lettre aux Anglais comme à l’« un des plus grands livres de notre littérature ».

## Bibliophilie
Un exemplaire est décrit dans Alphonse Willems, Les Elzevier : histoire et annales typographiques, sous le no 2007, où sont décrites les illustrations : deux figures du charlatan espagnol et du charlatan lorrain.